# Gnophos stachyphorus
Gnophos stachyphorus är en fjärilsart som beskrevs av Eugen Wehrli 1936. Gnophos stachyphorus ingår i släktet Gnophos och familjen mätare. Inga underarter finns listade i Catalogue of Life.